# Ogród (film)
Ogród (ang. The Garden) – dziewiąty pełnometrażowy film brytyjskiego reżysera Dereka Jarmana. Jest filmem artystycznym (ang. arthouse film), przekazującym własną wizję świata Jarmana. Porusza motywy skrajne – homoseksualizm i chrześcijaństwo.
6 września 1990 roku film zaprezentowany został podczas Festiwalu Filmowego w Toronto. Pod koniec następnego miesiąca odnotował swoją premierę w niemieckiej telewizji. 16 lutego 1991 roku, podczas Międzynarodowego Festiwalu Filmowego w Berlinie, zdobył nagrodę OCIC Award – Honorable Mention. Jarman jest także laureatem nominacji do nagrody Golden St. George, którą przyznano mu podczas Międzynarodowego Festiwalu Filmowego w Moskwie.
Film nagrywano w ogrodzie i okolicach domu reżysera na przylądku Dungeness w angielskim hrabstwie Kent. Wystąpili w nim Tilda Swinton, Johnny Mills, Philip MacDonald, Roger Cook, Spencer Leigh, Kevin Collins, Jodie Graber (większość aktorów to bliscy Jarmana) i sam Jarman. Gdy reżyser kręcił Ogród, wiedział, że niebawem umrze z powodu powikłań wywołanych AIDS.